# 용저
용저(중국어 정체자: 龍且, 병음: Lóng Jū 룽쥐[*], ? ~ 기원전 204년)는 중국 초한쟁패기 서초(西楚)의 장수로 패왕 항우(項羽)의 휘하 장군이다.

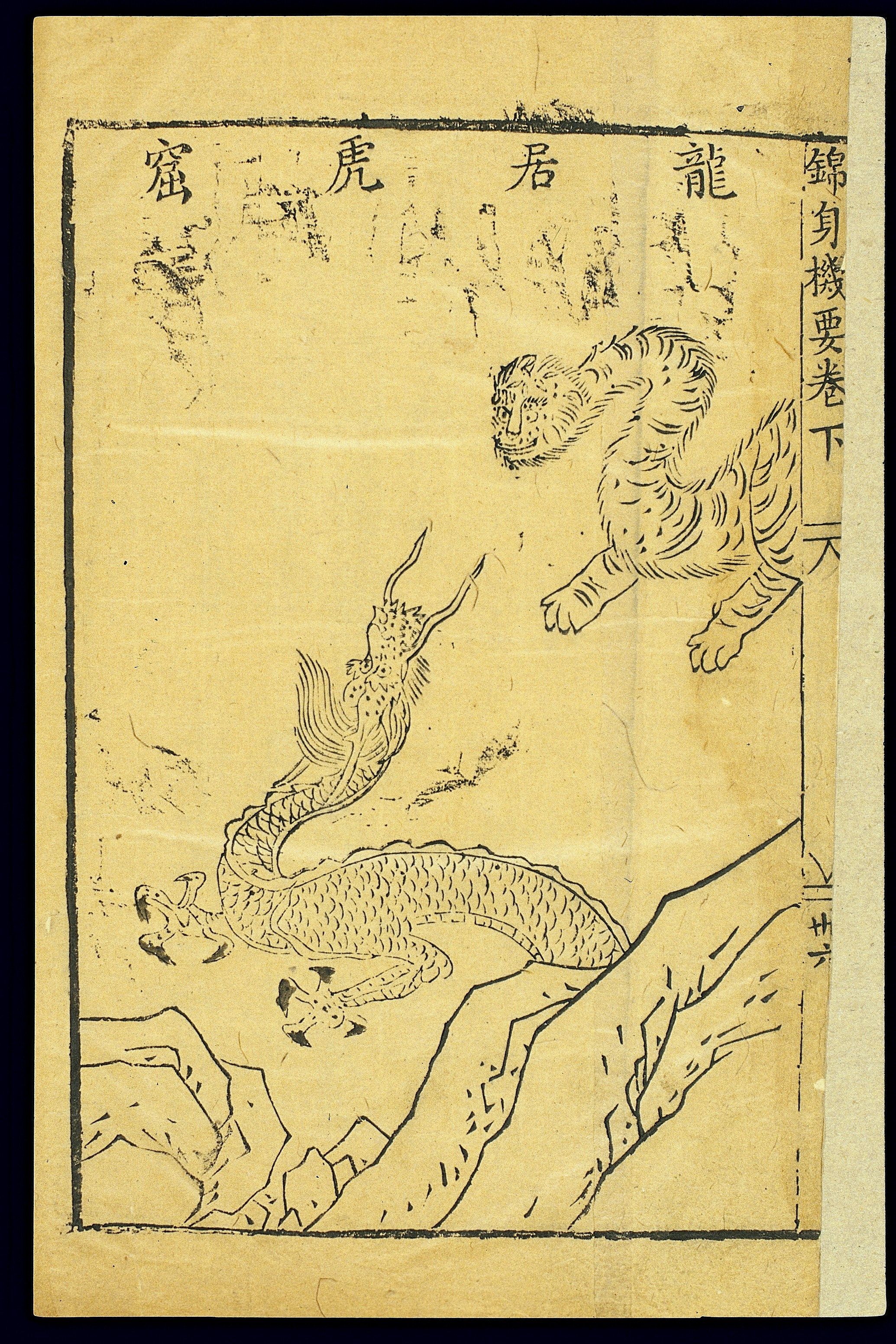

## 생애
진나라 말기 항량이 거병을 할 당시에는 환초의 휘하에 있었고, 환초가 항씨 일가 휘하에 들어가자 함께 항량의 부하가 되었다. 제나라의 전영이 장함과의 싸움에 지고 동아(東阿)로 달아났을 때, 사마로서 무신군 항량, 전영과 함께 동아를 구원했다.
기원전 206년(한왕 원년), 한나라 장군 조참이 위(圍) 나루를 건너오자 항타(項他)와 정도(定陶, 현재의 산둥성 허쩌시 딩타오구)에서 맞서 싸웠으나 패했다. 같은 해에 한왕이 서초의 수도 팽성을 공격하자 맞서 싸웠으나 한나라 장수 정복(丁復)과 채인(蔡寅)에게 격파당했다. 기원전 205년(한왕 2년) 구강왕(九江王) 영포가 초나라를 배반하고 한나라 편을 들자 항성(項聲)과 함께 영포를 공격하여 영포를 구강에서 내쫓았다.
이후 기원전 204년 제나라가 한나라의 한신의 공격을 받아 지도부가 붕괴되고 왕 전광이 고밀에서 도움을 청하자, 항우의 명령으로 주란과 함께 구원군을 이끌고 호왈 20만을 거느리고 제나라를 구원하러 갔으며, 이 때 전광과 군을 합치고 한신과 싸우려 하였다. 이에 휘하에서 한나라 군의 전의가 제·초 연합군보다 우월하므로 조기결전에 반대하고 수비를 두텁게 하면서 한나라에 투항한 제나라 성들을 회유해 한나라 군대가 먹을 것이 없도록 하자고 권했으나 이를 무시했다. 전공을 쌓는 것을 원한 용저는 한신을 얕보고 싸우는 편을 택해 한신과 서로 유수(濰水)를 끼고 진을 쳤다. 이에 한신은 유수 상류에 모래주머니를 쌓고, 강을 건너 초나라 군대를 공격했다가 거짓으로 져 달아났다. 이를 보자 기뻐하며 강을 건너 한나라 군대를 치려 했으나 한신이 강을 막으려고 설치했던 모래주머니 벽을 터뜨려 강물로 수공을 일으켰고, 이 수공을 맞고 전사했다.
《사기》 항우본기와 고조의 기전(《사기》 고조본기, 《한서》 고제기)에서는 용저를 죽인 주체로 한신과 관영을 언급하고, 전씨 일족의 전(《사기》 전담열전, 《한서》 위표전담한왕신전)에서는 한신과 조참을 언급한다. 조참의 전기(《사기》 조상국세가, 《한서》 소하조참전)에서는 조참이 용저를 죽였다고 한다. 악성절후로 고조의 개국공신 42째인 정례(丁禮)는 관영의 부장으로서 용저를 죽였다고 한다.
진평이 언급한 항우의 몇 안 되는 중신 중 하나며, 여러 차례 항우와는 독자적으로 움직이는 작전에 투입되고 용저가 죽었다는 말을 듣고 항우가 두려워 한신을 회유하려 한 것을 볼 때, 서초의 군부에서 항우에게 인정받은 중핵으로 보인다.
초한지 등의 작품에서는 항우와 필적할 만한 무를 갖고 있었다고 묘사된다.

## 대중 문화

### 텔레비전 드라마
- 어우양전화 - 1985년, 《초하한계》(TVB)
- 유뱌오 - 2004년, 《초한교웅》(TVB)
- 한둥 - 2005년, 《초한풍운》(CCTV)
- 런청웨이 - 2011년, 《초한쟁웅》(후난 TV)
- 판위린 - 2012년, 《초한전기》(안후이 TV)

### 영화
- 두위밍 - 2011년, 《홍문연전기》